# Carmelo Flores Laura
Carmelo Flores Laura (probablement né le 16 juillet 1906 – 9 juin 2014) était un centenaire bolivien, que certains pensaient né en 1890. Il serait ainsi le plus âgé jamais connu. Cependant, d'autres documents ont été retrouvés, indiquant qu'il était né en 1906. Flores lui-même a seulement déclaré avoir environ 100 ans ou plus, ce qui était avéré.

## Biographie
Carmelo Flores Laura est né le 16 juillet 1906 en Bolivie. Il  a travaillé pour l'éleveur propriétaire de Frasquia, une région rurale de Bolivie près du lac Titicaca, jusqu'en 1952. À cette époque, le gouvernement a saisi les terres et les a redistribuées à des paysans comme Flores. Il y vit depuis, ne voyageant jamais plus loin que La Paz, à 80 kilomètres de chez lui.
Carmelo Flores Laura a eu trois enfants, dont l'un est encore en vie en 2013 (Cecilio, 67 ans). Il a 40 petits-enfants et 19 arrière-petits-enfants. Son épouse est décédée dans les années 2000.
Le gouvernement bolivien envisageait apparemment d'honorer officiellement Flores comme « héritage vivant » du peuple bolivien.
Une carte d'identité de police et une inscription à l'état civil indiquant que Flores est né le 16 juillet 1890 ont été présentées aux journalistes. La plus longue durée de vie documentée de l'histoire est de 122 ans et 164 jours, établie par la Française Jeanne Calment.
Carmelo Flores Laura lui-même a simplement déclaré : « Je devrais avoir environ 100 ans ou plus » lorsqu'on l'a interrogé sur son âge. Le Groupe de recherche en gérontologie a retrouvé un certificat de baptême indiquant que Flores avait en réalité 107 ans et non 123 ans.
Carmelo Flores Laura est décédé dans un village andin en Bolivie, à l'âge de 107 ans.